# Paul Molitor (Baseballspieler)
Paul Leo Molitor (* 22. August 1956 in St. Paul, Minnesota) ist ein ehemaliger US-amerikanischer Baseballspieler in der Major League Baseball und aktuell Manager der Minnesota Twins. Sein Spitzname ist The Ignitor.

## Leben
Paul Molitor bestritt sein erstes Spiel in der American League am 7. April 1978 für die Milwaukee Brewers. In dieser Saison wurde er als Shortstop und als Second Baseman eingesetzt. Von der Zeitschrift The Sporting News wurde er zum Rookie des Jahres in der American League gewählt. 1980 wurde er als Second Baseman in das MLB All-Star Game berufen. 1981 wurde er im Centerfield eingesetzt, ehe er 1982 auf die Position des Third Baseman wechselte. Diese sollte im Feldspiel seine Stammposition sein, doch wurde er nach 1984 hauptsächlich als Designated Hitter eingesetzt. Dies war durch die Vielzahl von Verletzungen bedingt, die Molitor zu Beginn seiner Karriere begleiteten.
1981 unterlag Molitor mit seinen Brewers den New York Yankees in der American League Divisional Series. 1982 konnten sich die Brewers dann den Titel der AL sichern und trafen in der World Series auf die St. Louis Cardinals. Im ersten Spiel dieser Serie stellte Molitor mit 5 Basehits einen neuen World-Series-Rekord auf. Insgesamt kam er in der Serie auf einen Schlagdurchschnitt von 35,5 %, doch seine Mannschaft musste sich den Cardinals in sieben Spielen geschlagen geben.
Das nächste Mal erreichte Molitor 1987 die allgemeine Aufmerksamkeit. In diesem Jahr gelang ihm eine Serie von 39 aufeinanderfolgenden Spielen mit je einem Basehit. Diese Serie endete am 26. August 1987 gegen die Cleveland Indians.
Nach der Saison 1992 verließ Molitor die Brewers und schloss sich als Free Agent den Toronto Blue Jays an. Gleich in seinem ersten Jahr erreichte er mit seinem neuen Klub die World Series 1993 und wurde zum MVP der World Series gewählt. Die Blue Jays besiegten die Philadelphia Phillies in sechs Spielen. Molitor erreichte einen Schlagdurchschnitt von 50 % und wurde zum Most Valuable Player der Serie gewählt.
Nach der Saison 1995 verließ er Kanada und ging als Free Agent zum Verein seiner Heimatstadt, den Minnesota Twins. Dort hoffte er, mit Kirby Puckett zusammen spielen zu können, dieser musste allerdings seine Karriere wegen einer Augenkrankheit beenden. Am 16. September 1996 gelang Molitor im Spiel gegen die Kansas City Royals sein 3000. Basehit. Er ist bis heute der einzige Spieler, dem dies mit einem Triple gelang. Ebenso ist er der einzige, der im Jahr seines 3000. Basehits 200 Hits in derselben Saison schaffte. Sein letztes Spiel bestritt er am 27. September 1998.
Insgesamt bestritt Paul Molitor in seiner Laufbahn 2683 Spiele. Er erzielte 1782 Runs, 3319 Basehits, 234 Home Runs, 1307 RBI, 504 gestohlenen Bases und einen Schlagdurchschnitt von 30,6 %. Siebenmal nahm er am All-Star-Game teil.
Seit dem 11. Juni 1999 vergeben die Milwaukee Brewers seine Rückennummer 4 nicht mehr. 2004 wurde Paul Molitor in die Baseball Hall of Fame gewählt.
Am 4. November 2014 verpflichteten die Twins Molitor zur Saison 2015 als Manager.